# Komisura
Komisura nebo ve st. literatuře spojka je příčná spojnice pruhů v nervové soustavě. Anatomicky jsou odděleny commissura anterior, commissura posterior, corpus callosum, commissura habenularum a commissura. Obecně v biologii to je spojení dvou stejných útvarů v těle organismu.